# فانفادي (سدشيفغد)
فانفادي (بالإنجليزية: Vanvadi (Sadashivgad))‏ هي منطقة سكنية تقع في الهند في منطقة ساتارا. يقدر عدد سكانها بـ 3,944 نسمة .